# Nuevo Tabasco, Quintana Roo
Nuevo Tabasco är en ort i Mexiko.   Den ligger i kommunen Bacalar och delstaten Quintana Roo, i den östra delen av landet, 1 100 km öster om huvudstaden Mexico City. Nuevo Tabasco ligger 76 meter över havet och antalet invånare är 176.
Terrängen runt Nuevo Tabasco är platt. Runt Nuevo Tabasco är det glesbefolkat, med 16 invånare per kvadratkilometer. Det finns inga andra samhällen i närheten. I omgivningarna runt Nuevo Tabasco växer i huvudsak städsegrön lövskog.